# Kubiesów Groń
Kubiesów Groń (788 m n.p.m.) – szczyt Pasma Laskowskiego, które w regionalizacji fizycznogeograficznej Polski według Jerzego Kondrackiego zaliczane jest do Beskidu Makowskiego, w nowszej regionalizacji z 2018 roku do Beskidu Żywiecko-Orawskiego, a w najszerszym rozumieniu do Beskidu Żywieckiego. Znajduje się w Paśmie Laskowskim pomiędzy Prusaków Groniem i Fulbojów Groniem. Na mapie Compassu szczyty te nie są opisane.
Pierwszy człon nazwy szczytu pochodzi od nazwiska Kubiesa, zaś drugi człon, słowo „groń” (w języku słowackim grúň) jest pochodzenia wołoskiego, jest często używane w Karpatach i oznacza stromy brzeg nad rzeką lub potokiem lub grzbiet między dwoma strumieniami.
Pod północnym stokiem Kubisów Gronia wypływa potok Doboszówka (dopływ Pewlicy), stok południowo-wschodni opada do Koszarawy. Góra jest porośnięta lasem, ale na jej północnych stokach są dwie polany stopniowo zarastające lasem: Polana Wielgoszowa i Stara Polana, oraz już porośnięta lasem Dudowa Polana, również dolna część stoków południowo-wschodnich, niegdyś zajęta przez pola uprawne, stopniowo zarasta lasem. Szczyt i stok południowo-wschodni znajdują się w obrębie wsi Koszarawa, stok północny należy do wsi Pewel Wielka, obydwie w województwie śląskim, w powiecie żywieckim.